# Козьминьская, Анна
Анна Хелена Козьминьская (пол. Anna Helena Koźmińska; 22 мая 1919 года, Радомско — 24 марта 2021 года, Варшава) — польская Праведник народов мира.

## Биография
Жила в Ченстохове. Её отец воевал в Польском легионе, был награждён орденом Virtuti Militari. Отец, мать, брат и бабушка Козьминьской умерли от туберкулёза. Её воспитывала мачеха Мария, урождённая Гофман.
Во время немецкой оккупации работала секретарем в типографии. Зарабатывала дополнительные деньги, торгуя едой. Осенью 1942 года вместе с мачехой они заботились о восьмилетнем Аврааме Яблонском (тогда известном как Богдан Блох), бежавшем из Ченстоховского гетто. Несмотря на свою «плохую внешность», мальчик нормально функционировал за пределами гетто, даже служил прислужником в Ясногурском монастыре. Жил с женщинами на улице Велюньской. Некоторое время Козьминьские, вместе с их подругой Ритой и её матерью Стефой, также прятали дальнего родственника семьи Яблонских: Рубинштейна. В январе 1945 года Феля, вдова дяди Авраама, забрала от них Авраама, не дав ему попрощаться с Анной Козьминьской, которая в это время была на работе. Авраам уехал в Израиль. Они снова встретились через 47 лет. Также участвовали в спасении ещё троих евреев.
11 февраля 1991 года Институт Яд ва-Шем присвоил Козьминьской звание Праведника народов мира. 7 октября 2016 года награждена Командорским крестом ордена Возрождения Польши.
По случаю 101 дня рождения, являясь старейшей живущей Праведницей, Козьминьская удостоилась поздравлений от президентов Израиля и Польши.
Умерла в возрасте 101 года. На момент смерти была старейшей Праведницей народов мира. Похоронена на кладбище Повонзки в Варшаве.